# Marsciano
Marsciano – miejscowość i gmina we Włoszech, w regionie Umbria, w prowincji Perugia.
Według danych na rok 2004 gminę zamieszkiwało 16 150 osób, 100,3 os./km².